# Carol II.

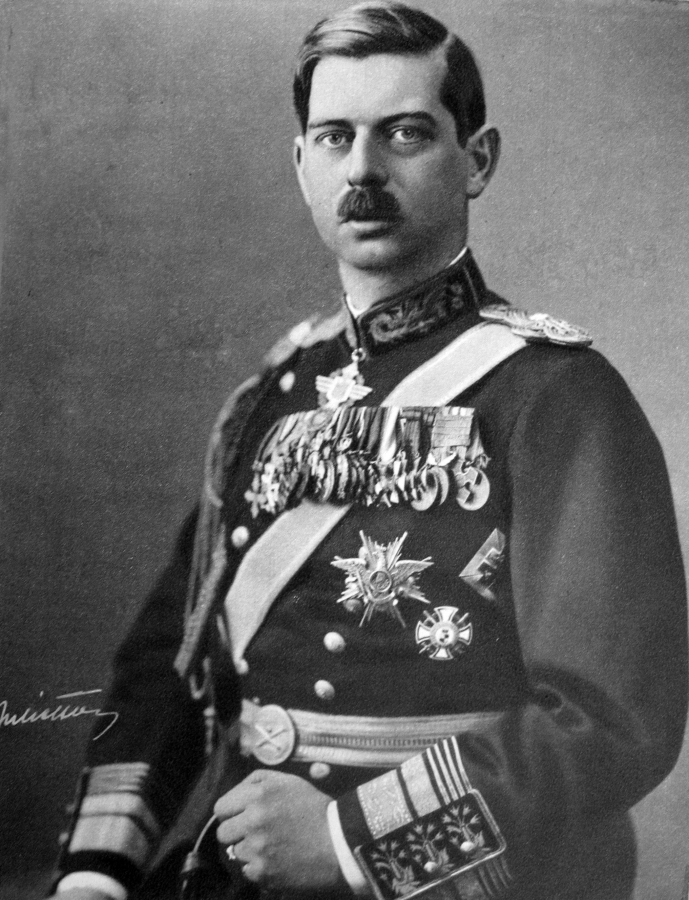
Carol II. von Rumänien (offizielles Porträt, 1935)

Carol II. (deutsch Karl II.; rumänisch Carol al II-lea, ausgeschrieben Carol al doilea; * 15. Oktober 1893 in Sinaia; † 4. April 1953 in Estoril, Portugal) war von 1930 bis 1940 König von Rumänien. Er errichtete im Februar 1938 eine Königsdiktatur. Nach erheblichen Gebietsverlusten im Zweiten Weltkrieg ergriff im September 1940 General Ion Antonescu die Macht und zwang Carol zur Abdankung.

## Jugend

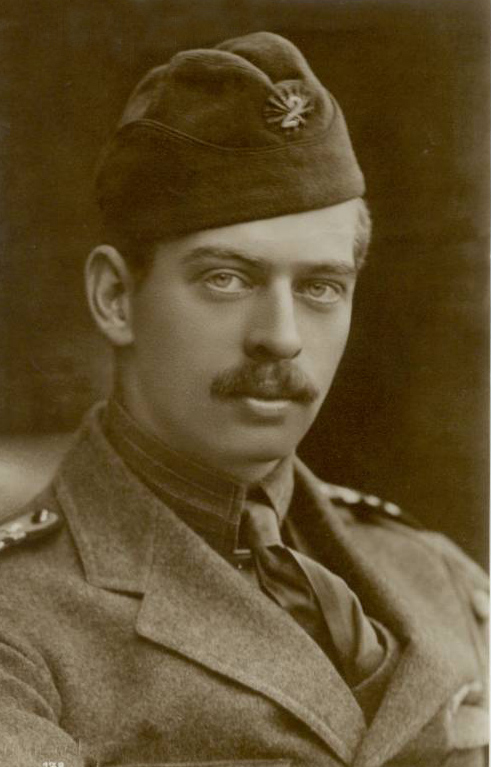
Kronprinz Carol (1918)

Carol (Karl) von Hohenzollern-Sigmaringen war der älteste Sohn von Ferdinand von Hohenzollern-Sigmaringen (ab 1914 als Ferdinand I. König von Rumänien) und der Prinzessin Marie von Edinburgh (1875–1938), der Tochter des Herzogs Alfred von Sachsen-Coburg-Gotha. Er wurde auf Schloss Peleș bei Sinaia in den Südkarpaten geboren. Carols kinderloser Großonkel Karl I. wollte den Prinzen zu seinem Ersatzsohn heranziehen. Er stand im Konflikt mit Carols selbstbewusster Mutter, Prinzessin Marie. Der äußerst schüchterne Vater Ferdinand hatte hingegen keinen prägenden Einfluss. Auch wenn ihn sein Großonkel zu militärischer Disziplin erziehen wollte, liebte der junge Carol Feiern, Alkohol und Affären mit Mädchen aus dem Bürgertum.
Auf Wunsch von Karl I. diente Prinz Carol von 1913 bis zum Ausbruch des Ersten Weltkriegs als Offizier im preußischen 1. Garde-Regiment zu Fuß in Potsdam. Später kommandierte er ein Regiment in Bukarest. Gegen Ende des Krieges verließ Carol 1918 seine Einheit, floh mit seiner Geliebten Ioana „Zizi“ Lambrino ins russische Odessa und heiratete sie dort. Dies war eine morganatische Ehe, die gegen das Hausgesetz der rumänischen Königsfamilie verstieß. Der Oberste Gerichtshof des Landes und die orthodoxe Kirche erklärten die Ehe daher für nichtig. Aus Gründen der Staatsraison heiratete Carol 1921 die Prinzessin Elena von Griechenland, Tochter des griechischen Königs Konstantin I. Der Sohn des Paares war der spätere König Michael I.

## Ausschluss von der Thronfolge und erstes Exil

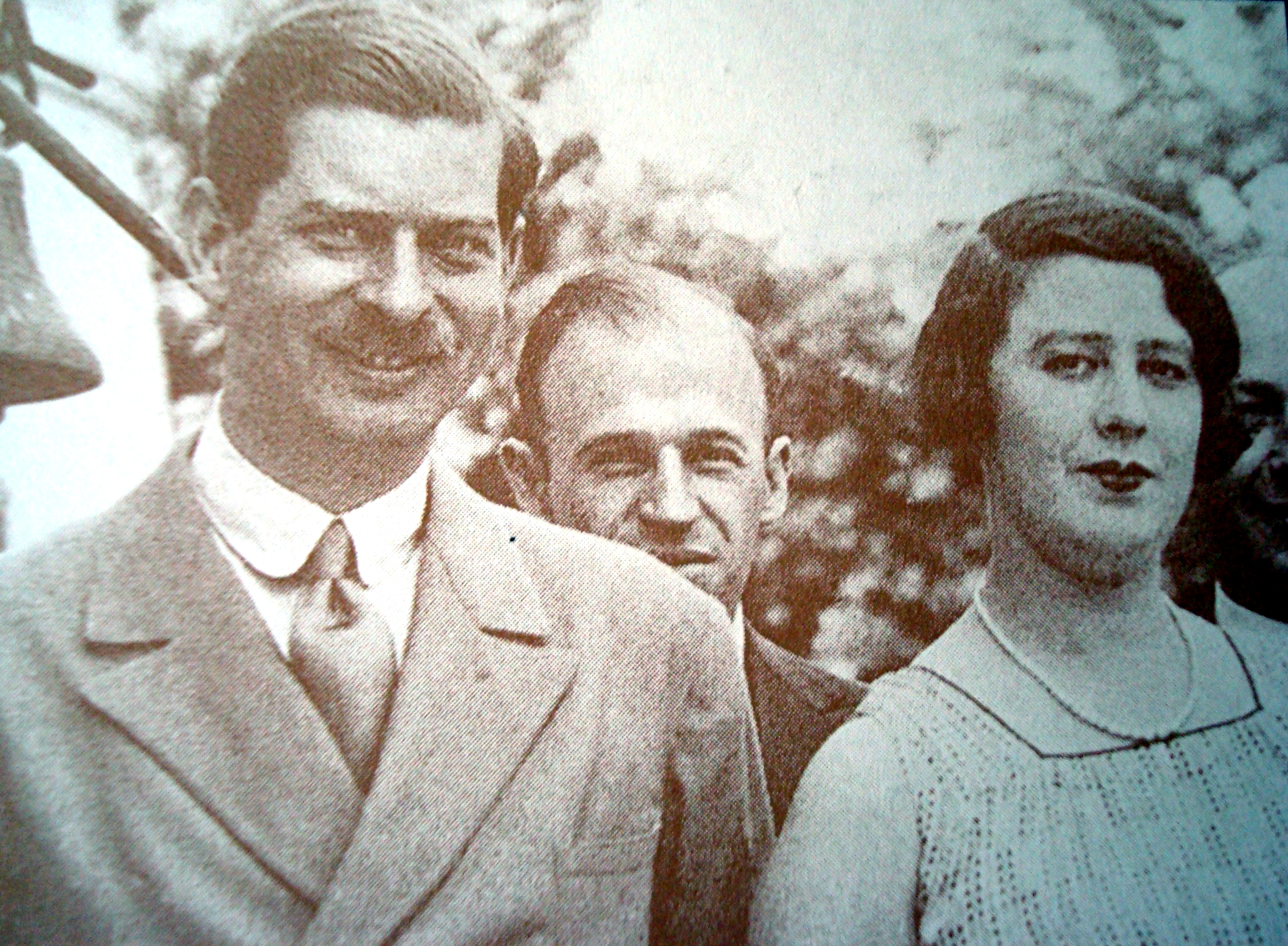
Carol II. und Magda Lupescu

Carol sympathisierte mit der agrarischen Partidul Național Țărănesc (PNT; Nationale Bauernpartei) und war ein Gegner der Nationalliberalen Partei (PNL), die Mitte der 1920er-Jahre die Regierung stellte. Dies hing auch mit Carols persönlicher Feindschaft zu Fürst Barbu Știrbey zusammen, einem Anführer der Nationalliberalen und Geliebten von Carols Mutter Königin Marie. Im Gegenzug führten die Nationalliberalen eine Kampagne, um Carol als der Krone unwürdig darzustellen. Dazu griffen sie insbesondere die Liebschaft des Kronprinzen mit der bürgerlichen, geschiedenen Magda Lupescu an, mit der Carol seit seiner Trennung von Prinzessin Elena 1925 offen zusammenlebte. Sie machten sich auch antisemitische Motive zunutze, da Lupescu mutmaßlich jüdische Vorfahren hatte.
Infolge dieser Kampagne verzichtete Carol Anfang 1926 auf seinen Anspruch als Thronfolger und ging mit Magda Lupescu ins Exil nach Paris. Dort lebte er unter dem Namen Carol Caraiman. Ein Jahr später, nach dem Tod von König Ferdinand, wurde Michael, der fünfjährige Sohn von Carol und Elena, de jure neuer König. Die Regentschaft übten Carols jüngerer Bruder Nikolaus, der rumänisch-orthodoxe Patriarch Miron Cristea und der Präsident des Obersten Gerichtshofs Gheorghe Buzdugan gemeinsam aus. Dieser Regentschaftsrat war recht schwach und erlaubte der regierenden Nationalliberalen Partei weitgehende Kontrolle. Am 21. Juni 1928 wurde die Ehe von Carol und Prinzessin Elena geschieden.
Nach dem Tod ihres langjährigen Vorsitzenden Ion I. C. Brătianu verloren die Nationalliberalen an Einfluss. Im November 1928 übernahm die Nationale Bauernpartei die Regierung. Deren Vorsitzender und neue Premierminister Iuliu Maniu war einer Rückkehr von Carol gegenüber positiver eingestellt. Als sich im Zuge der Weltwirtschaftskrise ab 1929 auch die PNT-Regierung als eher schwach erwies, erstarkten die Anhänger Carols, vor allem im Militär.

## Konstitutionelle Herrschaft

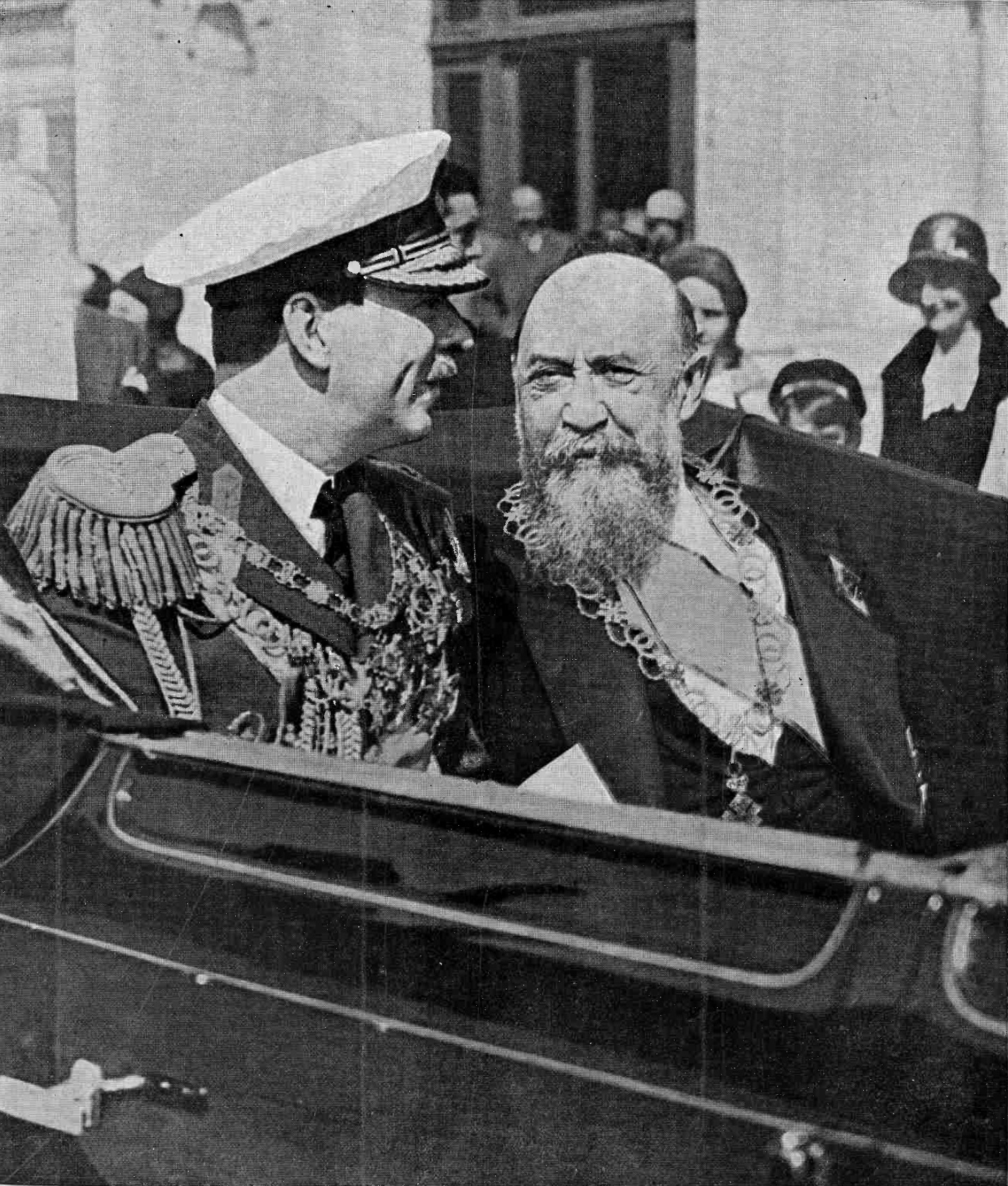
König Carol II. und Premierminister Nicolae Iorga (1931)

Die Regierung Manius erlaubte ihm die Rückkehr unter drei Bedingungen: Er sollte die Verfassung respektieren, die Scheidung von Prinzessin Elena annullieren und die Beziehung zu Magda Lupescu beenden. Unter Annahme dieser Bedingungen kehrte Carol am 6. Juni 1930 nach Rumänien zurück und wurde am 8. Juni König von Rumänien. Anders als versprochen holte er jedoch im Herbst 1930 Lupescu nach und lebte weiter mit ihr zusammen. Seine Gattin Elena drängte er im Jahr darauf ins Exil, ebenso seine Geschwister Prinz Nikolaus und Prinzessin Ileana. Auch die Verfassung respektierte er nur der Form nach, während er tatsächlich zu seinem eigenen Vorteil in die Regierungsgeschäfte intervenierte. Sowohl die Nationalliberale als auch die Bauernpartei spalteten sich in je einen Flügel, der den König unterstützte und einen, der Carol als illegitim ansah.
Der Faschismusforscher Stanley G. Payne beschreibt König Carol als einen Bewunderer Benito Mussolinis und „den zynischsten, korruptesten und machthungrigsten Monarchen, der jemals irgendwo im Europa des 20. Jahrhunderts einen Thron schändete“. Der Einfluss Magda Lupescus auf den König wurde vor allem von der rechten Presse und rechtsextremen Bewegungen wie Alexandru C. Cuzas Liga Apărării Național Creștine (Christlich-Nationale Verteidigungsliga) und Corneliu Zelea Codreanus Legion des Erzengels Michael bzw. „Eisernen Garde“ antisemitisch ausgeschlachtet. Sie behaupteten, dass Carol von einer von Lupescu geführten Kamarilla gesteuert werde, so wie der rumänische Staat insgesamt angeblich von Juden infiltriert sei.
Carol rief 1934 die paramilitärische Jugendorganisation Straja Țării („Landeswächter“) ins Leben, in der verpflichtend alle Kinder und Jugendlichen zwischen 7 und 18 Jahren erfasst wurden. Die Organisation war auf den König als „Obersten Landeswächter“ ausgerichtet und betrieb einen Personenkult. Damit wollte Carol den Einfluss der „Eisernen Garde“ auf die Jugend mindern und seinen Traum von einer „eigenen, jungen Generation“ verwirklichen.

## Königsdiktatur

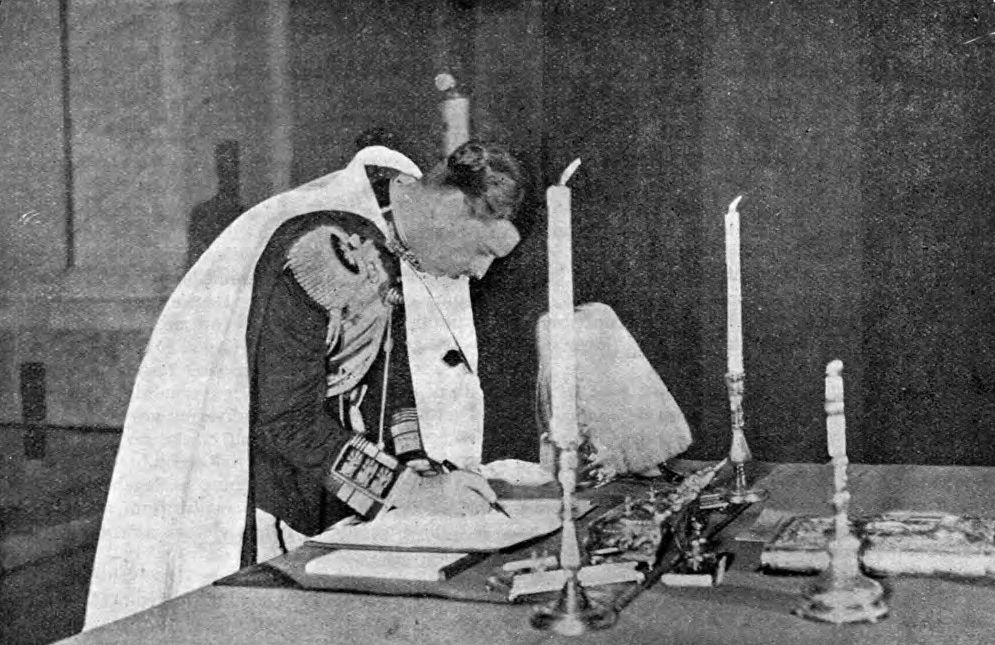
König Carol II. unterzeichnet die Verfassung von 1938

Am 10. Februar 1938 entließ Carol II. die Regierung von Octavian Goga und seiner nationalistisch-antisemitischen Partidul Național Creștin (Christlich-Nationalen Partei). Er setzte die Verfassung von 1922 außer Kraft und errichtete eine Königsdiktatur, um damit die Bildung einer Regierung zu verhindern, der Minister der faschistischen Bewegung der Eisernen Garde angehört hätten. Zum neuen Regierungschef ernannte er den Patriarchen Miron Cristea. Am 27. Februar 1938 erließ der König eine neue Verfassung; statt mithilfe des Parlaments regierte er fortan mit dem Kronrat.

Emblem der Frontul Renașterii Naționale

Über die nächsten zwei Jahre entwickelte sich der bereits heftige Konflikt zwischen der Eisernen Garde und anderen politischen Gruppierungen nahezu zu einem Bürgerkrieg. Im April 1938 ließ Carol den Führer der Eisernen Garde Corneliu Zelea Codreanu verhaften. In der Nacht vom 29. auf den 30. November 1938, vermutlich als Revanche für eine Reihe von Attentaten durch Kommandos der Eisernen Garde, wurden Codreanu und mehrere andere Legionäre bei einem angeblichen Fluchtversuch getötet. Als einzige erlaubte Partei gründete Carol Ende 1938 die Frontul Renașterii Naționale (FRN; „Front der Nationalen Wiedergeburt“). Am 7. März 1939 ernannte der König eine neue Regierung mit Armand Călinescu als Premierminister. Dieser wurde am 21. September 1939 wiederum von Legionären als Rache für den Tod Codreanus ermordet.
In der Folge erwies sich, dass Rumänien seine großen territorialen Gewinne nach dem Ersten Weltkrieg ohne Verbündete und von lauter Feinden umgeben nicht halten konnte. Zwar erhielt das Land im April 1939 nach der Auflösung der Tschechoslowakei von Großbritannien eine Garantieerklärung seines Territoriums, doch war die Schutzmacht im Zweiten Weltkrieg zunächst mit ihrer eigenen Verteidigung beschäftigt und am Balkan desinteressiert. Nach dem Fall Frankreichs wandte sich Rumänien im Juni 1940 offiziell von Großbritannien ab und ging ein Bündnis mit dem nationalsozialistischen Deutschen Reich ein. Etwa zur gleichen Zeit gab Carol die vergleichsweise moderate Front der Nationalen Wiedergeburt auf und ersetzte sie durch die totalitäre Partidul Națiunii (Partei der Nation) unter Führung von Ion Gigurtu. In diese neue Einheitspartei wollte er auch seine bisherigen Feinde, die Legionäre, einbinden.
Die neue Schutzmacht Deutschland zeigte sich an Rumäniens Erhaltung nur soweit interessiert, als die lebenswichtigen Öllieferungen Rumäniens an Deutschland nicht gefährdet waren. Am 28. Juni 1940 erzwang die Sowjetunion im Gefolge ihrer durch den Hitler-Stalin-Pakt gedeckten Annexion der baltischen Staaten Estland, Lettland und Litauen auch von Rumänien durch ein Ultimatum die sofortige Abtretung der überwiegend von Ukrainern bevölkerten Nordbukowina sowie Bessarabiens. Am selben Tag trat Horia Sima, der Nachfolger von Codreanu an der Spitze der Eisernen Garde, als Staatssekretär in die Regierung ein.
Unmittelbar darauf meldeten ihrerseits Bulgarien und Ungarn Gebietsansprüche an: Mit Bulgarien einigte sich Rumänien relativ rasch auf die Abtretung der ohnehin überwiegend von Bulgaren bevölkerten Süddobrudscha, doch endeten die Verhandlungen mit Ungarn schnell in einer Sackgasse. Da ein Krieg unvermeidlich schien und überdies angeblich ein erneutes Eingreifen der Sowjetunion Richtung der rumänischen Ölfelder drohte, diktierte Hitler am 30. August 1940 den Zweiten Wiener Schiedsspruch. Durch diesen verlor Rumänien den gesamten Norden und Osten Siebenbürgens an Ungarn, dessen Territorium nunmehr wie ein Keil nach Restrumänien hineinragte. Jedoch kamen hierdurch auch Gebiete zu Ungarn, die (auch heute noch) eine ungarische Bevölkerungsmehrheit haben.

## Abdankung und zweites Exil
Um einen Einmarsch Ungarns und damit den völligen Kollaps des rumänischen Staatswesens zu verhindern, sah sich König Carol II. gezwungen, all diese Gebietsabtretungen zu akzeptieren. An ein Weiterregieren war anschließend nicht mehr zu denken. So berief Carol den General und ehemaligen Kriegsminister Ion Antonescu am 4. September 1940 zum neuen Ministerpräsidenten, ausgestattet mit diktatorischen Vollmachten. In der Berufung von Antonescu sah Carol die einzige Möglichkeit, den Staat vor der Machtübernahme durch die Eiserne Garde zu schützen. Antonescu hatte sich derweil mit anderen politischen Führungspersonen verbündet und zwang Carol am 6. September 1940 zur Abdankung. Sein Nachfolger als Staatsoberhaupt wurde sein damals 18-jähriger Sohn König Michael I., der während der Herrschaft Antonescus eine rein zeremonielle Rolle hatte.
Carol ging wieder ins Exil, diesmal zunächst nach Mexiko. Von dort versuchte er eine Exilregierung der „Bewegung Freies Rumänien“ aufzubauen, die jedoch bei den Alliierten auf Desinteresse stieß. Michael setzte Antonescu im August 1944 mit seinem „Königlichen Staatsstreich“ ab. Carol kehrte jedoch nicht nach Rumänien zurück. Am 3. Juli 1947 heiratete er in einem Hotelzimmer in Rio de Janeiro seine Gefährtin Magda Lupescu, die sich fortan „Fürstin von Hohenzollern“ (Principesă de Hohenzollern) nannte. Seine letzten Jahre verbrachte Carol im portugiesischen Estoril, wo er am 4. April 1953 an einem Herzinfarkt starb.
Die sterblichen Überreste des Paares wurden am 14. Februar 2003 aus dem Nationalpantheon (Panteao Nacional) in Lissabon nach Rumänien überführt. Carol wurde in der Grabstätte der rumänischen Königsfamilie in der orthodoxen Kathedrale von Curtea de Argeș beigesetzt, wogegen Magda 450 Meter entfernt von ihm im Hof eines ehemaligen Klosters zur letzten Ruhe gelegt wurde.

## Stammbaum
| Stammbaum von König Carol II. | Stammbaum von König Carol II.                                                            | Stammbaum von König Carol II.                                                            | Stammbaum von König Carol II.                                                            | Stammbaum von König Carol II.                                                            | Stammbaum von König Carol II.                                                                                | Stammbaum von König Carol II.                                                                                | Stammbaum von König Carol II.                                                                             | Stammbaum von König Carol II.                                                                             |
| ----------------------------- | ---------------------------------------------------------------------------------------- | ---------------------------------------------------------------------------------------- | ---------------------------------------------------------------------------------------- | ---------------------------------------------------------------------------------------- | --- | --- | --- | --- |
| Urgroßeltern                  | Fürst Karl Anton von Hohenzollern (1811–1885) ⚭ 1834 Josephine von Baden (1813–1900)     | Fürst Karl Anton von Hohenzollern (1811–1885) ⚭ 1834 Josephine von Baden (1813–1900)     | Ferdinand II. von Portugal (1816–1885) ⚭ 1836 Königin Maria II. von Portugal (1819–1853) | Ferdinand II. von Portugal (1816–1885) ⚭ 1836 Königin Maria II. von Portugal (1819–1853) | Prinz Albert von Sachsen-Coburg und Gotha (1819–1861) ⚭ 1840 Königin Viktoria von Großbritannien (1819–1901) | Prinz Albert von Sachsen-Coburg und Gotha (1819–1861) ⚭ 1840 Königin Viktoria von Großbritannien (1819–1901) | Zar Alexander II. von Russland (1818–1881) ⚭ 1841 Marie von Hessen-Darmstadt (1824–1880)                  | Zar Alexander II. von Russland (1818–1881) ⚭ 1841 Marie von Hessen-Darmstadt (1824–1880)                  |
| Großeltern                    | Fürst Leopold von Hohenzollern (1835–1905) ⚭ 1861 Antónia Maria von Portugal (1845–1913) | Fürst Leopold von Hohenzollern (1835–1905) ⚭ 1861 Antónia Maria von Portugal (1845–1913) | Fürst Leopold von Hohenzollern (1835–1905) ⚭ 1861 Antónia Maria von Portugal (1845–1913) | Fürst Leopold von Hohenzollern (1835–1905) ⚭ 1861 Antónia Maria von Portugal (1845–1913) | Herzog Alfred von Sachsen-Coburg und Gotha (1844–1900) ⚭ 1874 Maria Alexandrowna von Russland (1853–1920)    | Herzog Alfred von Sachsen-Coburg und Gotha (1844–1900) ⚭ 1874 Maria Alexandrowna von Russland (1853–1920)    | Herzog Alfred von Sachsen-Coburg und Gotha (1844–1900) ⚭ 1874 Maria Alexandrowna von Russland (1853–1920) | Herzog Alfred von Sachsen-Coburg und Gotha (1844–1900) ⚭ 1874 Maria Alexandrowna von Russland (1853–1920) |
| Eltern                        | König Ferdinand I. von Rumänien (1865–1927) ⚭ 1893 Marie von Edinburgh (1875–1938)       | König Ferdinand I. von Rumänien (1865–1927) ⚭ 1893 Marie von Edinburgh (1875–1938)       | König Ferdinand I. von Rumänien (1865–1927) ⚭ 1893 Marie von Edinburgh (1875–1938)       | König Ferdinand I. von Rumänien (1865–1927) ⚭ 1893 Marie von Edinburgh (1875–1938)       | König Ferdinand I. von Rumänien (1865–1927) ⚭ 1893 Marie von Edinburgh (1875–1938)                           | König Ferdinand I. von Rumänien (1865–1927) ⚭ 1893 Marie von Edinburgh (1875–1938)                           | König Ferdinand I. von Rumänien (1865–1927) ⚭ 1893 Marie von Edinburgh (1875–1938)                        | König Ferdinand I. von Rumänien (1865–1927) ⚭ 1893 Marie von Edinburgh (1875–1938)                        |
| Carol II. (1893–1953)         |                                                                                          |                                                                                          |                                                                                          |                                                                                          | | | | |